# تعقیب (فیلم ۱۳۷۴)
تعقیب فیلمی به کارگردانی علی عبدالعلی زاده و نویسندگی سیدحسن مهدوی فر محصول سال ۱۳۷۴ است.

## بازیگران
- ایلوش خوشابه
- رامبد شکرآبی
- سعید موسوی
- فاطمه صامتی
- علیرضا اوسیوند
- محمدابراهیم خاری
- بهروز صحیحی
- کیانوش گرامی
- داریوش رضوانی
- فریبا سجادی حسینی
- جابر منتخب
- سیدعباس موسوی
- حسن محمدی